# Rocky Bleier
(en) Statistiques sur pro-football-reference
Robert Patrick « Rocky » Bleier, né le 5 mars 1946 à Appleton (Wisconsin), est un joueur américain de football américain ayant évolué au poste de running back pour les Steelers de Pittsburgh entre 1968 et 1980. Il a remporté quatre Super Bowls (IX, X, XIII, XIV) avec les Steelers. Diplôme en management à l'Université Notre-Dame-du-Lac, il est champion national universitaire de football américain avec Notre-Dame en 1966 et capitaine de l'équipe en 1967. Après avoir été sélectionné pour jouer professionnellement par les Steelers de Pittsburgh au 16e tour de la draft 1968 de la NFL, il doit quitter les États-Unis pour le Vietnam en décembre 1968 pour la guerre du Vietnam. Il y est blessé par un tir de sniper et une grenade. Bleier rejoint les Steelers en 1971, fatigué, blessé et après avoir perdu beaucoup de poids. Il est relâché par deux fois par les Steelers mais continue à se battre pour rester dans l'effectif. Utilisé principalement dans l'arrière du terrain offensif comme bloqueur de Franco Harris, il devient la deuxième menace à la course de l'équipe. Ensemble, ils deviennent en 1976 le deuxième duo de la NFL à courir chacun plus de 1 000 yards. Il joue lors du Super Bowl IX et attrape une passe de Terry Bradshaw dans la end zone et inscrit un touchdown. Rocky Bleier prend sa retraite après la saison 1980 avec un total de 3 865 yards et 25 touchdowns, faisant alors de lui le quatrième meilleur coureur de l'histoire de la franchise des Steelers. Il crée alors une entreprise pour gérer ses prises de parole en public. Il est quatre ans commentateur sportif pour NBC de 1981 à 1985. Père de deux enfants d'un premier mariage, il a adopté deux enfants ukrainiens.